# J.L. Christensen
Johan Ludvig Christensen (16. juli 1853 i Tjæreby ved Skælskør – 29. juni 1919) var den første folkevalgte borgmester i Odense.
Christensen, der var kaffegrosserer og derfor blev kaldt Kaffe-Christensen, fik blot tre måneder i embedet, før han i sommeren 1919 blev ramt af et dødbringende hjerteslag. Hans efterfølger blev A.P. Henriksen.
Han var etatsråd, Ridder af Dannebrog og konsul for Belgien.